# O urbem venalem et mature (brevi) perituram, si solum emptorem invenerit
 O urbem venalem et mature (brevi) perituram, si solum emptorem invenerit  лат. (изговор:  о урбем веналем ет матуре (бреви)перитурам, си солум емпторем инвенерит). О подмитљивог ли града, који ће ускоро пропасти, само ако се нађе купац.(Југурта)

## Поријекло изреке
Изрекао у другом вијеку нове ере Јогурта, берберски краљ Нумидије напуштајући Рим, пошто је подмитио многе угледне грађане.